# Rejon halicki (Lwów)
Rejon halicki (ukr. Галицький район) – jeden z sześciu rejonów rady miejskiej Lwowa, obejmujący centralny obszar Lwowa: Śródmieście, Cytadelę, Zofiówkę, Snopków.